# Zaluzianskya spathacea
Zaluzianskya spathacea är en flenörtsväxtart som först beskrevs av George Bentham, och fick sitt nu gällande namn av Wilhelm Gerhard Walpers. Zaluzianskya spathacea ingår i släktet Zaluzianskya och familjen flenörtsväxter. Inga underarter finns listade i Catalogue of Life.